# Retraso simple del lenguaje
El retraso simple del lenguaje es la alteración en el habla de los niños que, sin tener ninguna otra patología relacionada, manifiestan una expresión y comprensión verbal inferior a los niños de su misma etapa de desarrollo.  

## Definición
El retraso simple del lenguaje es la dificultad de adquisición del lenguaje a nivel expresivo y comprensivo, en mayor o menor medida. Esta dificultad afecta a los diferentes niveles del lenguaje, sobre todo, al fonológico y sintáctico. Los niños que padecen este tipo de retraso son conocidos actualmente como hablantes tardíos.Este retraso afecta mayoritariamente a la expresión y la compresión del Lenguaje, sin tener ninguna relación con problemas auditivos o trastornos neurológicos. 

## Etiología
El retraso simple del lenguaje se puede dar debido a diferentes causas, entre las que encontramos componentes hereditarios, si a un familiar le ocurrió lo mismo, y factores ambientales. Dentro de los factores ambientales podemos ver diferentes situaciones:
- Si el vocabulario de su entorno es pobre o poco estimulante para el niño. Esto se puede dar cuando los padres del niño no han recibido una educación adecuada y su vocabulario es más escaso o presenta graves fallos a la hora de hablar, que hacen que el niño repita.
- Cuando la familia es bilingüe, puesto que comienza a hablar dos o más idiomas, pero ninguno de manera correcta y continua.
- Si el niño está sometido a una sobreprotección por parte de su entorno más cercano que entorpecen su correcto desarrollo. Esto se da cuando hay una anticipación a las demandas del niño, este no llega a decir lo que quiere puesto que otros lo dicen por él; al conservar hábitos como el uso del biberón o el chupete más allá del año y cuando la atención que este recibe es mínima, es decir, al reírse de sus errores al hablar, ignorar sus demandas o despreciar sus intentos de dialogar.

Además, la situación familiar también juega un papel importante y puede contribuir al desarrollo de este retraso. Los entornos conflictivos pueden generar en los niños diferentes desajustes emocionales que, unidos a la situación familiar difícil, son los causantes del retraso, en cambio, en entornos en los que el niño se siente seguro hay menor probabilidad de desarrollo del retraso.

## Clasificación
La clasificación más habitual del retraso simple del lenguaje diferencia dentro de este 3 niveles de afectación.

### Leve
Se da cuando el retraso es menor a los tres meses de lo esperado a su edad. A pesar de que en este nivel la comprensión parece normal, lo más destacable es que la actualización lingüística de los contenidos del lenguaje es más escasa que la de los niños de su edad. 

### Moderado
Cuando el retraso esta entre los tres y los seis meses de lo esperado a su edad. En este nivel nos encontramos con una mayor pobreza de vocabulario, nombra los objetos que le resultan familiares, pero otros que debería nombrar como hacen los niños de su edad no lo hace. También vemos un claro déficit en el uso correcto de funciones semánticas de categoría nominal, como el género y número, y una reducción de patrones fonológicos más evidentes. Tanto en este nivel como en el leve el niño suele ingresar en la escuela habiendo superado total o parcialmente el retraso.

### Severo
Si el retraso es mayor a los nueve meses de lo esperado a su edad. Los niños reducen los patrones fonológicos al mínimo, acercándose a la dislalia múltiple. Tienen mayor dificultad de comprensión. A diferencia de los niños con retraso leve o moderado, estos no consiguen superarlo hasta lo cinco años, es decir, el niño ingresa en la escuela todavía con el trastorno y persiste con él varios años.

## Sintomatología
Este retraso afecta tanto a la expresión del lenguaje como a la comprensión de este.El principal síntoma es la diferencia cronológica al decir las primeras palabras. Normalmente los niños comienzan a hablar entre los 12 y los 18 meses de edad, sin embargo, los niños que padecen este trastorno no empiezan a hablar hasta los dos años mínimo. También nos encontramos con alteraciones fonológicas

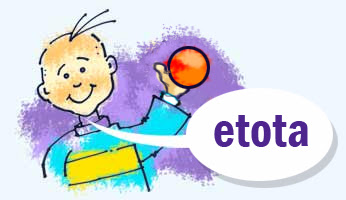

El niño habla como un bebé cambiando u omitiendo palabras, por ejemplo, dice pedo en lugar de perro. Además, encontramos que el niño posee un léxico pobre e impreciso, aunque busca diferentes recursos para resolver estas dificultades.El vocabulario de los niños que poseen este trastorno es escaso, además, las oraciones que emplea para expresarse carecen de concordancia y son cortas. Cuando tienen que repetir oraciones con palabras largas y complejas suelen simplificarlas. En la comprensión también nos podemos encontrar problemas, como que solo comprenda situaciones familiares o relacionadas con su entorno, o que vocabulario que debería comprender con facilidad, como los colores, le cueste más entender y relacionar. 

## Tratamiento
El tratamiento será llevado a cabo por un logopeda el cual realizará un plan personalizado, basado en las diferente dificultades que presente el niño y desde ahí fijar los objetivos que se desean trabajar. La detección temprana de este retraso es un sinónimo de éxito, puesto que cuanto más pequeño es el niño mayor será su plasticidad cerebral y los avances serán mucho mayores. Principalmente lo que se hace es aumentar la comunicación tanto verbal como no verbal. Pero, según el nivel del lenguaje que se desee trabajar podemos encontrar diferentes actividades que ayudan a mejorar las funciones del lenguaje, como el reconocimiento de sonidos en el nivel fonológico; descripción de fotografías en el nivel morfosintáctico; aprendizaje de nuevas palabras en el nivel semántico; y expresión emocional a través del lenguaje en el nivel pragmático.  Además, es muy importante que la familia del paciente colabore en el tratamiento insistiendo en que sea él el que pida las cosas, hablando más con él y fomentando su autonomía, para que así el tratamiento no se reduzca solo al logopeda y el retraso se supere lo antes posible. 